# Nexus 7 (2012)
Thế hệ đầu của Nexus 7 là một dòng máy tính bảng cỡ nhỏ chạy hệ điều hành Android được Google và Asus đồng phát triển. Đây là thiết bị máy tính bảng đầu tiên trong dòng thiết bị điện tử tiêu dùng Google Nexus. Nexus 7 cũng là dòng thiết bị đầu tiên được cài đặt Android phiên bản 4.1 khi xuất xưởng. Với việc tích hợp Google Play vào Android 4.1, Google quảng bá Nexus 7 là một dòng máy tính bảng phục vụ cho mục đích giải trí, đồng thời là nền tảng tiêu dùng dành cho sách điện tử, chương trình truyền hình, phim, trò chơi và âm nhạc.
Nexus 7 chính thức được giới thiệu tại Google I/O vào ngày 27 tháng 6 năm 2012, đồng thời sẵn sàng cho đặt hàng trước thông qua Google Play. Những chiếc Nexus 7 đầu tiên bắt đầu được giao từ giữa tháng 7 năm 2012 cho các thị trường Úc, Canada, Hoa Kỳ, và Vương quốc Anh, sau đó được mở rộng ra các khu vực khác. Google cũng cho ra mắt phiên bản 32 GB của Nexus 7 vào tháng 10 cùng năm, với tùy chọn hỗ trợ HSPA+.
Nexus 7 nhận được nhiều đánh giá tích cực từ các nhà phê bình như mức giá cạnh tranh, thiết kế tốt và phần cứng mạnh mẽ. Tuy nhiên, sản phẩm cũng phải nhận về nhiều đánh giá tiêu cực do sự thiếu vắng của phiên bản hỗ trợ mạng di động thời điểm mới phát hành và không hỗ trợ bộ nhớ ngoài. Nexus 7 là một thành công thương mại của Google với khoảng 4,5–4,6 triệu thiết bị được bán ra trong năm 2012. Sản phẩm đã dành được nhiều giải thưởng như "Thiết bị của năm" và "Máy tính bảng của năm" của tạp chí T3 năm 2012, hạng mục "Máy tính bảng và thiết bị di động tốt nhất" của Giải thưởng di động toàn cầu tại Triển lãm di động toàn cầu năm 2013.

## Lịch sử

### Giai đoạn phát triển
Trong một cuộc phỏng vấn trên báo Corriere della Sera vào tháng 12 năm 2011, chủ tịch điều hành Google Eric Schmidt đã thông báo rằng một dòng máy tính bảng do Google thiết kế sẽ ra mắt trong vòng 6 tháng tới. Đồng thời, ông cũng tuyên bố rằng Google sẽ trở thành một đối trọng lớn với Apple và Ipad với sản phẩm mới của mình. Dù không được đề cập đến trong bài phỏng vấn nhưng có nhiều suy đoán rằng sản phẩm mới này là một phần của dòng thiết bị di động Google Nexus.

Theo giám đốc điều hành Asus Benjamin Yeh, trong một cuộc gặp giữa ông và Google vào tháng 1 năm 2012, họ đã bắt đầu thảo luận ý tưởng về việc sản xuất một thiết bị máy tính bảng. Sau khi đồng ý sản xuất thiết bị cho Google với tư cách là OEM, Asus được Google chỉ định thiết kế một chiếc máy tính bảng có thể bán với giá 200 USD và phải đáp ứng 3 yêu cầu là "bền, rẻ và tốt". Chủ tịch Asus Jonney Shih trong một bài phỏng vấn cho AllThingsD nói rằng Google "đã yêu cầu rất nhiều" và "các kỹ sư của chúng tôi nói rằng việc này giống như một sự tra tấn". Cựu giám đốc bộ phận Android Andy Rubin nhận xét rằng Asus là công ty duy nhất có khả năng thiết kế một sản phẩm như vậy trong vòng 4 tháng.
—Patrick Brady, giám đốc Android Partner Engineering
Để tiến hành dự án có mật danh là "Project A-Team", Asus đã cử một nhóm thiết kế đến trụ sở chính của Google ở Mountain View, California, trong khi Google cũng cử 7 kỹ sư đến trụ sở chính của Asus tại Đài Loan.  Sau này, để đáp ứng yêu cầu của Google, Asus đã bổ sung thêm 40 người vào dự án. Thiết kế của Nexus 7 dựa trên Eee Pad MeMO ME370T, một nguyên mẫu thiết kế máy tính bảng mà Asus đã trưng bày tại CES năm đó. Một nhân viên giải thích rằng: "Mặc dù thiết kế và thiết lập cơ sở đã được hoàn thiện trên dòng 370T để đáp ứng theo mức giá và tùy chọn được định sẵn, nhưng việc chỉnh sửa lại thiết kế để đáp ứng mức giá 199 USD có nghĩa là phải quay lại bảng vẽ ban đầu và bắt đầu lại từ mọi khía cạnh." Các điều chỉnh đã được thực hiện bao gồm việc thiết kế lại bo mạch chủ, hệ thống trên một vi mạch và màn hình nhiều lớp. Mặt lưng cũng được làm bằng vật liệu có độ bám tốt hơn. Các kĩ sư đã hoàn thiện thiết kế của sản phẩm chỉ sau 4 tháng. Các thiết bị Nexus 7 bắt đầu được sản xuất hàng loạt vào tháng 5 năm 2012.
Trong một cuộc nghiên cứu, iSuppli của IHS ước tính rằng chi phí sản xuất để một chiếc Nexus 7 bản 16 GB là 159,25 USD, cao hơn 19 USD so với Kindle Fire. iSuppli chỉ ra rằng việc Nexus 7 có màn hình chất lượng tốt hơn, sử dụng bộ xử lý lõi tứ (Kindle Fire chỉ sử dụng CPU lõi kép), cùng với việc trang bị camera và NFC là nguyên nhân của mức giá trên. Nhà phân tích cấp cao Andrew Rassweiler cho rằng chi phí linh kiện giảm sâu cùng với giá trị thương mại đã được khẳng định là những nguyên nhân chính giúp các dòng máy tính bảng giá rẻ như Kindle Fire và Nexus 7 được đầu tư phát triển. Tuy nhiên, ông cũng lưu ý rằng cả hai dòng máy tính bảng trên đều được bán với tỷ suất lợi nhuận thấp nhằm thu hút khách hàng đến với các nền tảng phân phối kỹ thuật số.

### Giới thiệu và phát hành

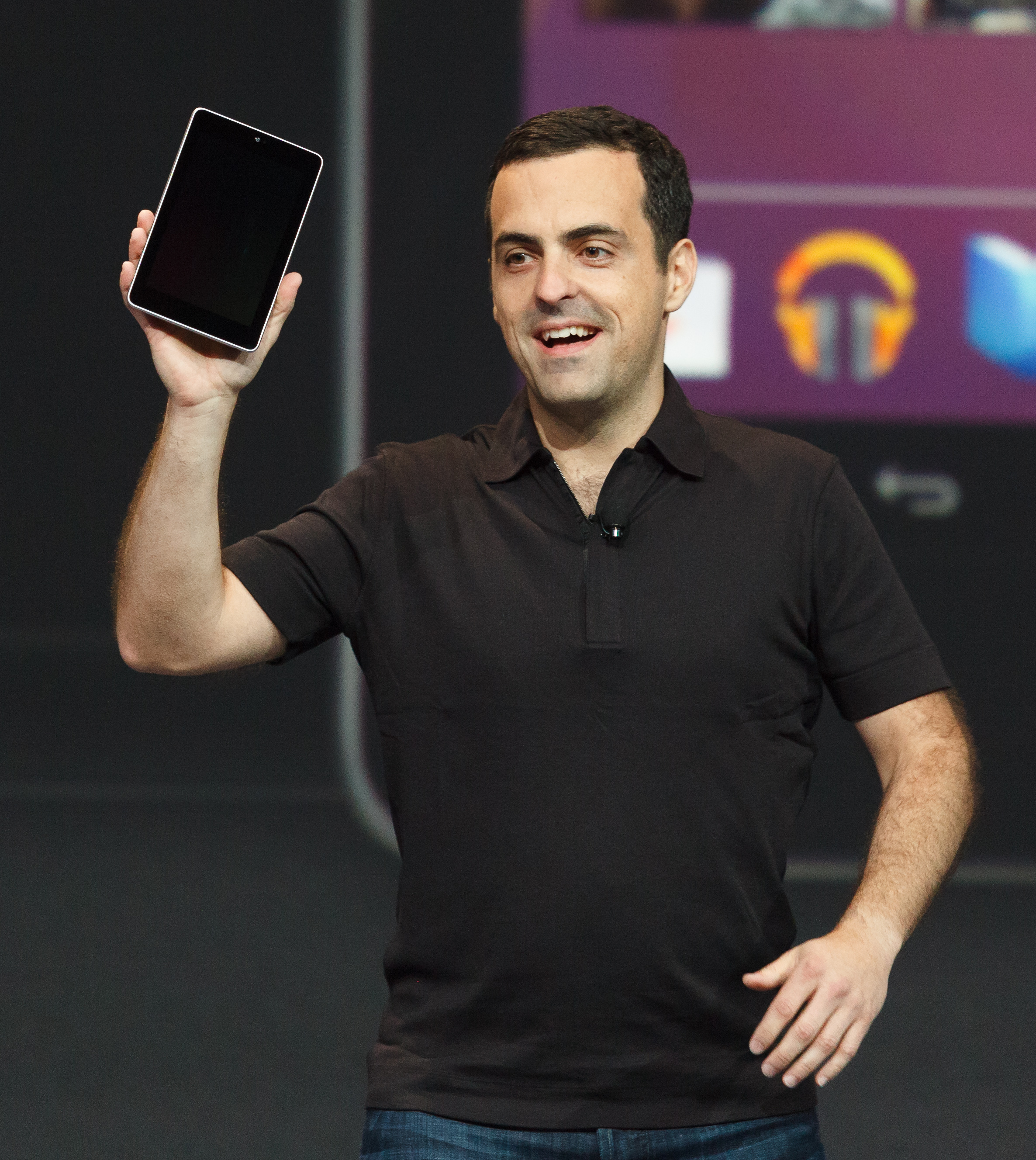
Hugo Barra, Giảm đốc sản phẩm của Android, đang giới thiệu Nexus 7 tại Google I/O 2012 ở San Francisco.

Một tháng trước Google I/O 2012, các thông số của một thiết bị do Asus sản xuất có tên là "Nexus 7" đã xuất hiện trên trang web Rightware. Đây sẽ là một dòng máy tính bảng với màn hình 7 inch (180 mm), trang bị vi xử lí Nvidia Tegra 3 SoC và cài đặt sẵn Android 4.1 khi xuất xưởng. Vào ngày 25 tháng 6 năm 2012, trang web Gizmodo Australia tuyên bố rằng họ có quyền truy cập vào thông số kỹ thuật và giá bán lẻ đề xuất của dòng máy tính bảng này. Thông tin này được xác thực sau đó.
Nexus 7 được ra mắt vào ngày 27 tháng 6 năm 2012 tại Google I/O, bắt đầu nhận đặt hàng trước vào cùng ngày. Ngày hôm sau, một phiên bản màu trắng đặc biệt của Nexus 7 đã được tặng cho những người tham dự Google I/O, cùng với Galaxy Nexus, Nexus Q và Chromebox. Nexus 7 có giá 199 USD cho phiên bản 8 GB. Khách hàng khi mua sẽ được tặng 25 USD để mua sắm trên Google Play. Khuyến mãi có thời hạn sử dụng đến ngày 30 tháng 9 cùng năm. Nexus 7 được cho là động thái phản ứng của Google trước việc các dòng máy tính bảng Android không thể thách thức vị trí dẫn đầu của iPad trên thị trường. Cổ phiếu của Google đã tăng thêm 0,8% trong phiên giao dịch chiều hôm đó.
Tại sự kiện ra mắt, Barra thông báo rằng sản phẩm sẽ có mặt Úc, Canada, Vương quốc Anh và Hoa Kỳ. Vào ngày 13 tháng 7 năm 2012, Google bắt đầu giao Nexus 7 cho các khách hàng ở Úc và Mỹ đã đặt hàng trước. Nexus 7 ra mắt tại Canada và Anh vào ngày 17 tháng 7, tại Pháp, Đức và Tây Ban Nha vào ngày 27 tháng 8, tại Nhật Bản vào ngày 25 tháng 9, tại Hàn Quốc vào ngày 27 tháng 9 và một số thị trường khác trong những tháng sau đó.

## Thông số kĩ thuật

### Phần cứng và thiết kế

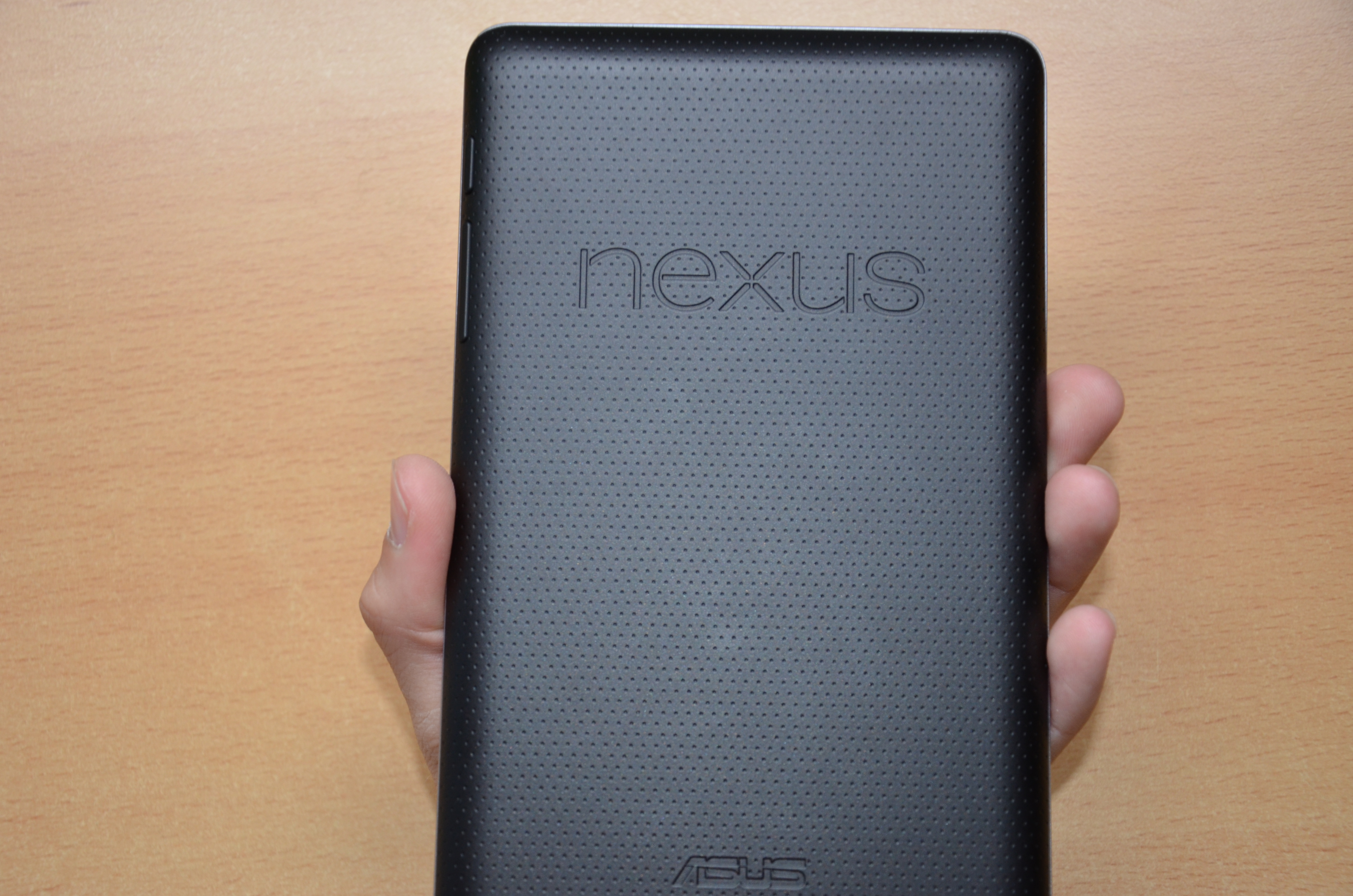
Mặt sau của Nexus 7 với mặt nhựa nhám tạo bởi những chấm nhỏ li ti giúp cảm giác cầm chắc chắc hơn. Thiết kế của Nexus 7 được các nhà phê bình khen ngợi.

Nexus 7 có phần khung làm bằng nhựa dài 7,81 inch (198,5 mm), rộng 4,7 inch (120 mm), dày 0,41 inch (10,5 mm) và nặng 12 oz (340 g). Dòng sản phẩm được trang bị chip SoC Nvidia Tegra 3 với bộ xử lý trung tâm lõi tứ Cortex-A9 xung nhịp 1,3 GHz và bộ xử lý đồ họa (GPU) Nvidia GeForce ULP 12 lõi xung nhịp 416 MHz. Nexus 7 có thể đáp ứng nhu cầu chơi game đòi hỏi đồ họa cao với việc trang bị gia tốc kế, con quay hồi chuyển cùng GPU mạnh mẽ. Bộ xử lý Tegra 3 cung cấp tính năng "Variable Symmetric Multiprocessing" , trong đó bộ xử lí sử dụng 1 lõi "ẩn" thứ năm được thiết kế để xử lí dữ liệu trong thời gian máy nghỉ ngơi. Tính năng này giúp máy duy trì tuổi thọ pin. Các tính năng khác bao gồm micrô, GPS, từ kế, chip NFC đi kèm Google Wallet và 1 camera trước 1,2 megapixel. Mặt sau của Nexus 7 là lớp cao su mềm có sọc lưới, được bọc da giúp người dùng cầm nắm thiết bị chắc chắn hơn.
Phiên bản Nexus 7 đầu tiên trang bị công nghệ Wi-Fi 802.11 b/g/n làm phương thức kết nối Internet duy nhất. Sau đó, một phiên bản Nexus 7 hỗ trợ mạng di động chuẩn HSPA+ đã được giới thiệu vào tháng 10 năm 2012 với giá 299 USD. Ngoài ra, Nexus 7 cũng tích hợp công nghệ NFC cho phép người dùng chia sẻ tệp nhanh chóng với Android Beam và thực hiện thanh toán không chạm với máy tính tiền tích hợp NFC.

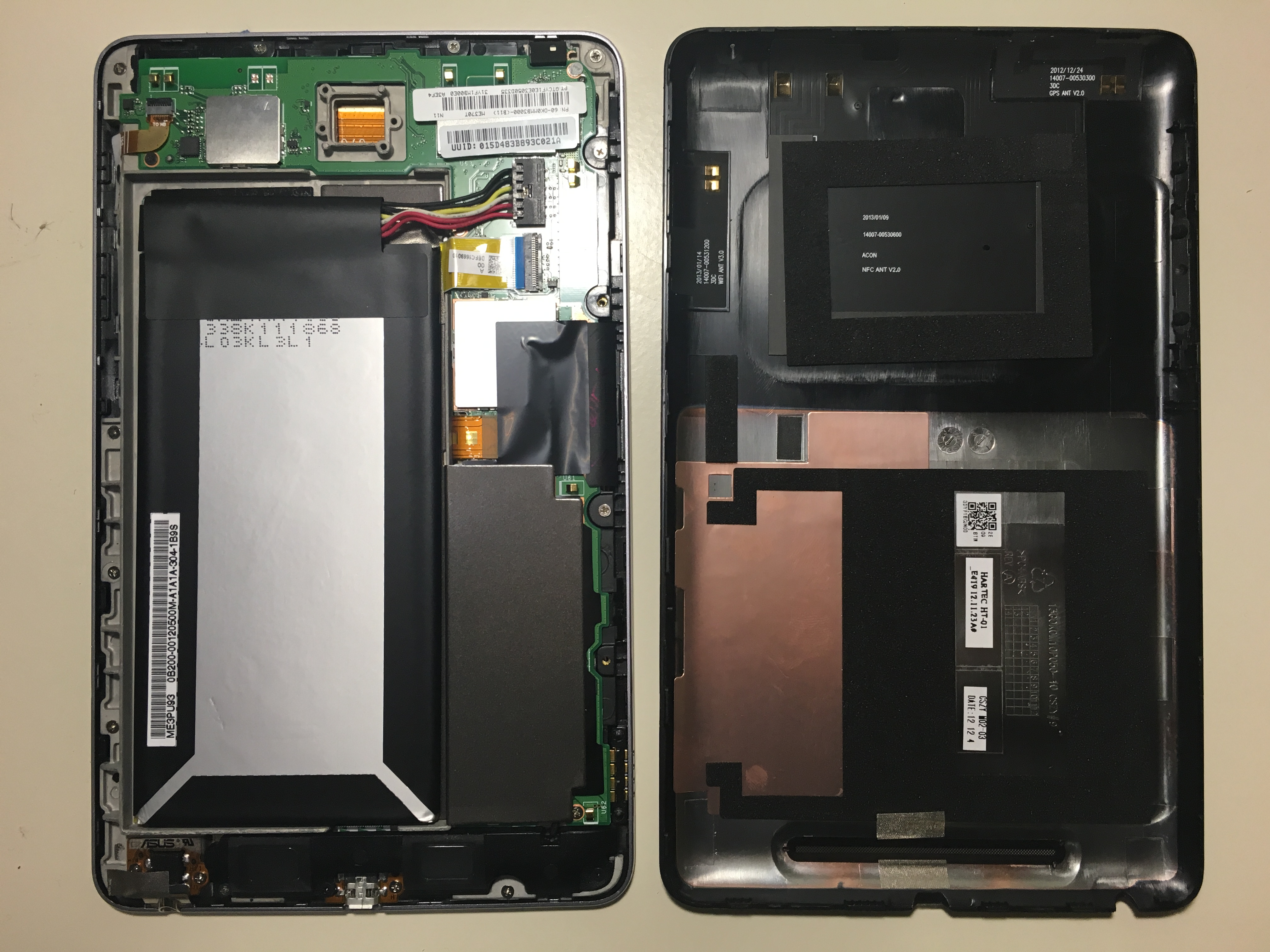
Pin của Nexus 7 khi tháo nắp lưng

Pin của Nexus 7 là loại pin lithium-ion polymer dung lượng 4.325 mAh, có cổng sạc micro-USB. Để tối đa hóa tuổi thọ pin của thiết bị, các kỹ sư của Asus đã dành một tháng để cố gắng giảm thiểu việc rò rỉ điện năng bằng cách đo nhiệt độ và điện áp tại mọi điểm trên bảng mạch in. Nexus 7 cũng được trang bị mạch tích hợp quản lý năng lượng được thiết kế bởi Maxim Integrated Products. Google tuyên bố thời lượng pin của Nexus 7 cho phép phát video HD liên tục trong 9 giờ, duyệt web hoặc đọc sách điện tử trong 10 giờ và lên đến 300 giờ ở chế độ chờ.

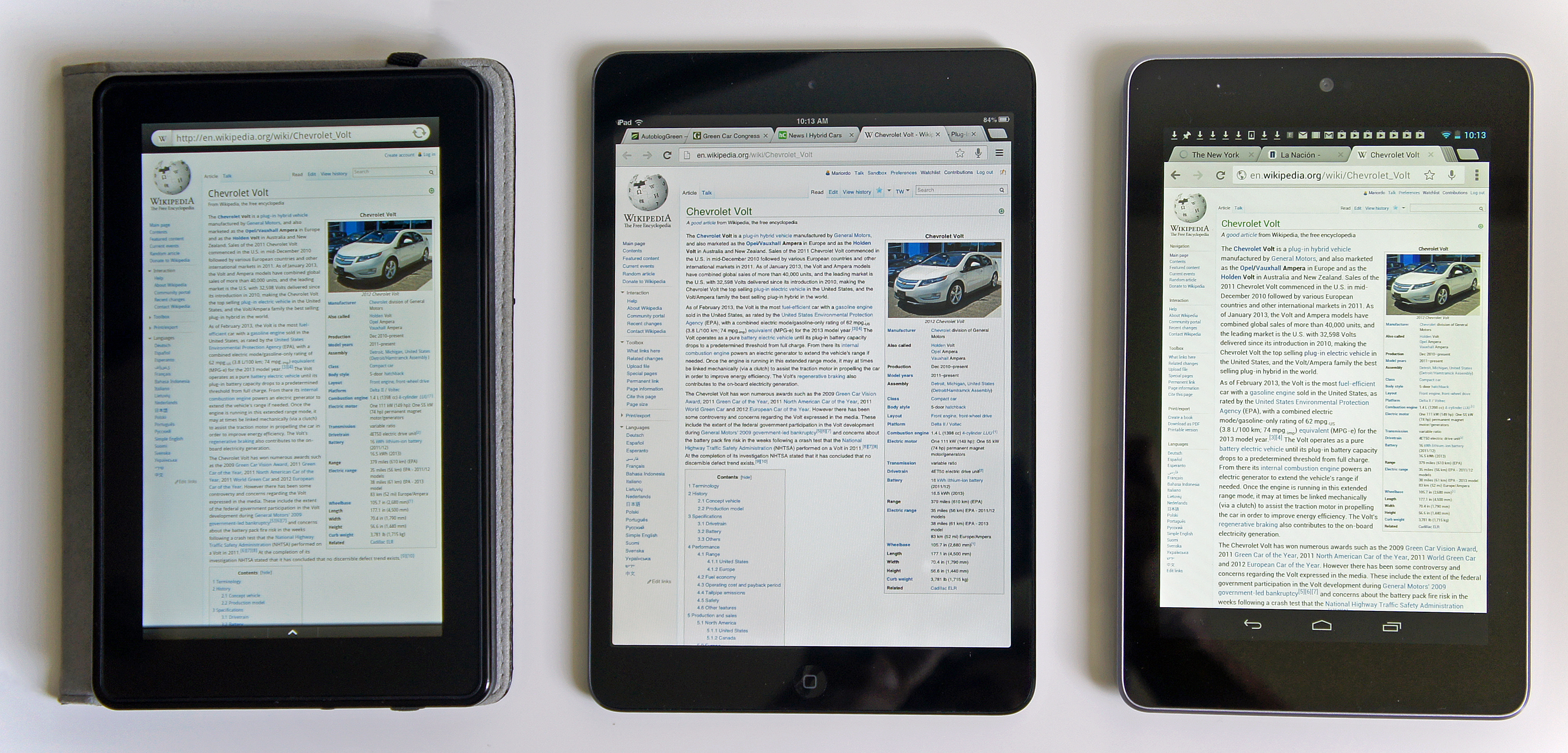
So sánh 3 dòng máy tính bảng: Kindle Fire (trái), IPad Mini (giữa) và Nexus 7 (phải)

Màn hình của Nexus 7 là màn hình LCD với kích thước 7 inch (180 mm), độ phân giải 1280×800 pixel, mật độ điểm ảnh 216 PPI. Công nghệ IPS LCD mang lại góc nhìn rộng tới 178°, đồng thời tăng cường khả năng tái tạo màu sắc. Asus đã áp dụng một công nghệ thiết kế LCD đặc biệt với tên gọi Asus TruVivid. Thiết kế bao gồm việc hợp nhất kính bảo vệ và kính cảm biến (với cảm biến được gắn dưới dạng phim) và "cán màng hoàn toàn" (trong đó các lớp kính được hợp nhất bằng chất kết dính không có không khí ở giữa). Thiết kế này giúp tấm nền màn hình mỏng và nhẹ hơn nhưng cùng khiến việc sản xuất trở nên khó khăn hơn vì chất lượng màn hình sẽ bị ảnh hưởng nếu có sai sót trong quá trình gia công. Màn hình của Nexus 7 được bảo vệ bởi kính cường lực Corning Fit.
Trái với cách thiết kế bo mạch chủ thông thường, linh kiện đầu tiên mà Asus đặt lên bo mạch chủ của thiết bị là loa. Điều này được thực hiện để đảm bảo các thành phần khác không ép loa về một phía, gây hại cho chất lượng âm thanh. Nexus 7 được tích hợp 2 micrô để việc cầm thiết bị trong khi đang thực hiện video call sẽ không làm mất âm thanh. Giắc tai nghe được chuyển xuống đáy thiết bị để dây tai nghe không chạy ngang qua màn hình khi cắm.

### Phần mềm
Là một thiết bị thuộc dòng Google Nexus, Nexus 7 cung cấp hệ điều hành Android gốc, không có sự sửa đổi của nhà sản xuất hoặc nhà cung cấp dịch vụ thứ 3. Một điểm khác biệt của của Nexus 7 so với đa số thiết bị di động là trình tải khởi động của thiết bị có thể được mở khóa (unlock). Tính năng này cho phép người dùng thay thế firmware của thiết bị nhằm thực hiện viêc "root".
Nexus 7 được cài sẵn phiên bản Android 4.1 ("Jelly Bean"), là thiết bị đầu tiên được cài đặt phiên bản Android này. Android 4.1 được cải tiến nhằm giảm độ trễ của thiết bị, đồng thời giúp các chương trình hoạt động với tốc độ khung hình 60 FPS. Phiên bản này cũng giới thiệu một số tính năng mới, tiêu biểu như Google Now. Nexus 7 được hỗ trợ cập nhật lên Android Lollipop. Đây là dòng sản phẩm đầu tiên sử dụng Google Chrome dành cho Android làm trình duyệt web mặc định.
Nexus 7 được cài đặt các ứng dụng mặc định bao gồm Gmail, YouTube, Google Maps, Lịch Google, Google+, Google Wallet và Google Currents. Theo Hugo Barra, Google rất xem trọng việc tích hợp Google Play vào sản phẩm: "Google Play là Nexus 7 và Nexus 7 là Google Play. Vậy thực chất bạn đang bán cái gì?...Chà, thực ra là cả hai." Theo Andy Rubin, Google đã nhận ra rằng hệ sinh thái ứng dụng của thiết bị là điều khách hàng quan tấm nhất khi mua máy tính bảng. Do đó, họ bắt đầu đặt sự quan tâm của mình lên Google Play.
Các bản cập nhật Android cho Nexus 7 đã được phát hành trong những tháng tiếp theo, bao gồm Android 4.2 vào tháng 11 năm 2012, Android 4.3 vào tháng 7 năm 2013, Android 4.4 vào tháng 11 năm 2013, Android 5.0 (dành cho phiên bản Nexus 7 WiFi) vào tháng 11 năm 2014 và Android 5.1 vào tháng 3 năm 2015. Sau khi bản cập nhật 5.0 ra mắt, một số người dùng đã báo cáo rằng bản cập nhật khiến máy tính bảng trở nên rất chậm. Sau này, các vẫn đề trên đã được khắc phục với Android 5.0.2 và Android 5.1.

## Đón nhận

### Phê bình
Nexus 7 nhận được đánh giá tích cực từ các nhà phê bình. Những ưu điểm của thiết bị bao gồm hiệu suất cao, màn hình phản hồi nhanh,  được tích hợp Android Jelly Bean cũng như hỗ trợ NFC. Walter Mossberg của The Wall Street Journal, David Pogue của The New York Times, và MG Siegler của TechCrunch thừa nhận rằng Google và Asus đã tạo ra một đối thủ nặng ký để đối đầu với iPad của Apple. Siegler viết: "Với Nexus 7, lần đầu tiên Google tạo ra được một sản phẩm Android mà tôi muốn mua cho bản thân. Sẽ không phải là vấn đề khi tôi giới thiệu nó cho mọi người." Ars Technica  TechRadar, và CNET Australia  đã có những đánh giá tích cực dành cho sản phẩm. Nathan Olivarez-Giles của Wired tóm tắt quan điểm của mình như sau:
Đây chính là chiếc máy tính bảng Android mà bạn hằng mong đợi. Màn hình hiển thì tốt và chi tiết. Kiểu dáng đẹp mắt và chất lượng thiết kế tuyệt vời. Có cảm giác Jelly Bean tạo ra là dành cho Nexus 7. Là dòng máy tính bảng lõi tứ màn hình 7 inch đầu tiên, nó có tốc độ và sự linh hoạt giống như Porsche.
Các nhà phê bình dành nhiều lời khen cho sản phẩm vì kết hợp được 2 yếu tố giá thành và chất lượng. Tim Stevens của Engadget nhận xét, "Nexus 7 là một sản phẩm tuyệt vời... có cảm giác như đây là một thứ có thể bán được với mức giá cao hơn nhiều." Melissa Perenson của PCWorld cũng bày tỏ quan điểm tương tự: "Nexus 7 ... không giống như những chiếc máy tính bảng giá rẻ khác. Thiết kế của sản phẩm có chất lượng look and feel rất tốt ". Joshua Topolsky của [[The Verge]] thậm chí còn tuyên bố rằng: "Nexus 7 không chỉ là một chiếc máy tính bảng xuất sắc trong tầm giá giá 200 USD, nó còn là một trong những chiếc máy tính bảng tốt nhất thời gian gần đây."
Tuy nhiên, một số bài đánh giá cũng chỉ ra nhiều hạn chế của sản phẩm, bao gồm không hỗ trợ thiết bị lưu trữ ngoài, không có kết nối di động (phiên bản 8 Gb), độ tương phản của màn hình thấp hơn mong đợi cũng như không có camera sau. Về sau, Asus giải thích rằng công ty quyết định loại bỏ camera sau để không làm ảnh hưởng đến trải nghiệm người dùng, đồng thời giúp thiết bị có giá rẻ hơn. Một số người dùng đã báo cáo các trường hợp màn hình không nhận dữ liệu đầu vào khi máy tính bảng thực hiện các thao tác sử dụng quá nhiều dữ liệu. Một số khác thì phàn nàn về chất lượng thiết kế của màn hình.

### Thương mại
Trong tuần sau khi ra mắt, Google báo cáo rằng khách hàng có "nhu cầu rất lớn" với Nexus 7, đến mức nhiều nhà bán lẻ phải ngừng nhận đơn đặt hàng trước. Ngay cả Google cũng phải ngừng nhận đặt hàng trước phiên bản 16 GB trên Google Play. Vào giữa tháng 8 năm 2012, Barnes & Noble đã phải hạ giá bán lẻ máy tính bảng Nook của mình để cạnh tranh với Nexus 7. Giá của Nook Color và Nook Tablet 8 GB đã giảm lần lượt 20 USD xuống còn 149 USD và 179 USD, trong khi mẫu Nook Tablet 16 GB được giảm giá 50 USD so với giá bán lẻ trước đó là 249 USD.
Ban đầu, Google dự kiến bán được 3 triệu chiếc Nexus 7 cho đến cuối năm 2012. nhưng Forrester Research ước tính rằng Google đã đạt được mục tiêu này vào giữa tháng 10 năm 2012. Giám đốc tài chính của Asus David Chang cho biết doanh số bán Nexus 7 đã đạt tới 1 triệu chiếc mỗi tháng vào cuối tháng 10. Do Google không công bố số liệu bán hàng chính thức, nhà phân tích ngành công nghiệp di động Benedict Evans ước tính rằng thiết bị này rất có thể đã bán được từ 4,5 đến 4,6 triệu chiếc trong năm 2012. Theo Carphone Warehouse, Nexus 7 là dòng máy tính bảng Android bán chạy nhất tại các nhà bán lẻ ở Anh (tính đến hết năm 2012).
Sau kỳ nghỉ lễ năm 2012, công ty phân tích Localytics báo cáo rằng Nexus 7 hiện chiếm 8% thị phần máy tính bảng Android toàn cầu (dựa trên ước tính về số lượt cài đặt ứng dụng) và là dòng máy tính bảng Android có thị phần đứng thứ 4, sau Kindle Fire (33%), Nook (10%) và Samsung Galaxy (9%). Một cuộc khảo sát do công ty nghiên cứu thị trường BCN thực hiện vào tháng 12 năm 2012 cho thấy Nexus 7 là dòng máy tính bảng phổ biến nhất ở Nhật Bản với 44,4% thị phần, so với 40,1% của Ipad. Cuộc khảo sát dựa vào các yếu tố như giá cả và sự hiểu biết của người tiêu dùng. Trong buổi công bố Nexus 7 thế hệ thứ hai vào tháng 7 năm 2013, giám đốc điều hành Google Sundar Pichai cho biết hơn 70 triệu máy tính bảng Android đã được kích hoạt và 10 % trong số đó (7 triệu chiếc) là đến từ Nexus 7 bản 2012.

### Giải thưởng
| Năm  | Giải thưởng          | Hạng mục                                     | Kết quả   | Nguồn  |
| ---- | -------------------- | -------------------------------------------- | --------- | ------ |
| 2012 | T3 Award             | Thiết bị của năm                             | Đoạt giải | [ 87 ] |
| 2012 | T3 Award             | Máy tính bảng của năm                        | Đoạt giải | [ 88 ] |
| 2012 | Best device of 2012  | Sản phẩm công nghệ tốt nhất                  | Hạng 3    | [ 89 ] |
| 2012 | Best device of 2012  | Sản phẩm công nghệ có tầm ảnh hưởng lớn nhất | Hạng 4    | [ 89 ] |
| 2013 | Global Mobile Awards | Máy tính bảng tốt nhất                       | Đoạt giải | [ 90 ] |

## Thế hệ kế tiếp
Sau thành công của thế hệ đầu tiên, Google tiếp tục giới thiệu phiên bản 2013 của Nexus 7 vào ngày 24 tháng 7 năm 2013, mở bán vào ngày 26 tháng 7 (Sớm hơn 4 ngày so với dự kiến ban đầu). Chúng được trang bị vi xử lí Qualcomm Snapdragon S4 Pro APQ8064–1AA, bộ nhớ RAM 2GB và cài đặt sẵn Android phiên bản 4.3 khi xuất xưởng.